# Simandre-sur-Suran
Simandre-sur-Suran är en kommun i departementet Ain i regionen Auvergne-Rhône-Alpes i östra Frankrike. Kommunen ligger  i kantonen Ceyzériat som ligger i arrondissementet Bourg-en-Bresse. Kommunens areal är 16,3 km². År 2022 hade Simandre-sur-Suran 664 invånare.

## Befolkningsutveckling
Antalet invånare i kommunen Simandre-sur-Suran
Referens: INSEE